# デフラグ (Windows)
Microsoft Windowsにおけるデフラグ（英語での名称はDisk Defragmenter）は、主としてファイルシステムをデフラグメンテーションする（発生しているフラグメンテーションを解消する）ユーティリティプログラムである。Windows 10からはドライブのデフラグと最適化（英語での名称はMicrosoft Drive Optimizer）という名称に変更された。

## 仕様

### MS-DOS, Windows 9x
MS-DOS 6.xおよびWindows 9x系ではノートン ユーティリティーズ Speed Diskの簡易版が収録されている。
Windows 98ではIntel Application Launch Accelerator技術が搭載された。これは頻繁に起動されるアプリケーションが読み込むファイルをディスクの読み取り（シーク）が速い部分に配置し、アプリケーションの起動を高速化する機能で、特にFAT32のファイルシステムで効果が発揮される。

### Windows NT
内部的にはWindows NT 4.0からデフラグメンテーションに必要なAPIが実装されたが、ユーティリティプログラムは付属しない。当時はデフラグメンテーションを行う無料のソフトウェアが存在しなかったため、ノートン ユーティリティーズやDiskeeperなどのソフトウェア製品を購入する必要があった。

### Windows 2000, XP, Server 2003
Windows 2000からDiskeeperの開発元であるExecutive Software International（当時）が開発したツールが収録されている。これはDiskeeperの簡易版でマイクロソフト側の微調整が施されており、Windows 2000, XP, Server 2003には次のような制限がある。
- ページファイルとハイバネートファイルはデフラグメントされない。
- 一度に一つのローカル ボリュームのみしか分析・最適化を実行できない。
- コンソール版またはGUI版を複数同時に実行できない。
- スケジュールをすることができない。(但し、コマンドスクリプトを作成し、そのスクリプトをタスクに登録すればスケジューリング可能。)

Windows 2000のディスク デフラグ ツールのみ、以下の制約がある。
- 4 KiBを超えるクラスタサイズでフォーマットされたNTFSボリュームをデフラグメントできない。
- NTFSメタデータ (MFT) をデフラグメントできない。
- NTFSのEncrypting File Systemで暗号化されたファイルをデフラグメントできない。
- 未圧縮のNTFSファイルデータの小規模な移動ができない。

### Windows Vista, Server 2008, 7
Windows Vista からマイクロソフトの Core File Services チーム製のツールが収録されている。Windows Vista, Server 2008, 7のディスク デフラグ ツールの仕様は、次のようなものがある。
- GUIは、Windows 2000, XP, Server 2003のMicrosoft 管理コンソール スナップインによるものではなく、専用のアプリケーションによって提供される。GUI版には、詳細な分析結果を表示する機能がない。
- NTFSボリューム上にある64MB以上の断片化は、コンソール版で-wを指定しない限り断片化の統計に含まれず、最適化されない。
- Windows 7で対象のボリュームがSSDとして検出された時を除いて、自動実行される。
- メタデータをデフラグメントできる。シャドウ コピーに対応する。
- 優先度が低い設定で実行する。
- マウントされていない隠し属性のパーティションをデフラグメントできる[7]。

Core File Services チームは、多くのユーザーがWindows XPのディスク デフラグ ツール分析結果で表示される統計の意味が分からないと答えたことや、処理の進捗を予測するのが困難なことから進捗のパーセント表示には意味がないため、ユーザインターフェースを簡略化したと回答した。また、コンソール版では断片化の状況が詳しく表示されることを補足した。

### Windows 8, 8.1, 10
- SSD・フラッシュストレージに対しTRIMが実行される。（これはデフラグメンテーションではなく、フラッシュストレージをより効率良く利用するための操作である。）
- シン・プロビジョニング ストレージ（記憶域プール、マウントしたVHD/VHDXファイル、Hyper-Vの仮想マシンに接続されたVHD/VHDXファイルを含む）に対してスラブ統合[9]とTRIMが実行される。
- 「ドライブのデフラグと最適化」に改称
- ドライブ一覧に隠し属性のパーティションを表示する「詳細ビュー」チェックボックスが追加された (Windows 10 ビルド 20270)[10]

## 脚註
1. ↑  山田, 祥平「緊急レポート：これがウィンドウズ98だ！」（PDF）『インターネットマガジン』第5巻第4号、インプレスR&D、1998年、225頁、2023年2月9日閲覧。
2. ↑  小西「Windows 98は本当に速くなったのか？」『ASCII』第22巻第8号、1998年、238-239頁、ISSN 0386-5428。
3. ↑  Russinovich, Mark. “Inside Windows NT Disk Defragmenting”. www.digiater.nl. 2023年2月7日閲覧。
4. ↑  伊勢, 雅英 (1999年12月8日). “徹底レビュー!! Windows 2000 Professional：信頼性の高いシステムアーキテクチャ”. www.itmedia.co.jp.   ITmedia. 2023年2月9日閲覧。
5. ↑  Microsoft サポート オンライン (2005年10月19日). “Windows 2000、Windows XP、および Windows Server 2003 のディスク デフラグの制限”.   マイクロソフト. 2008年9月2日閲覧。
6. ↑  マイクロソフト サポート オンライン (2011年7月9日). “Windows Vista のハード ディスク デフラグ ツールの機能”.   マイクロソフト. 2011年8月4日閲覧。
7. ↑  マイクロソフト サポート オンライン (2008年5月9日). “Windows のディスク デフラグ ツールで 隠し属性のパーティションが表示される”.   マイクロソフト. 2011年8月4日閲覧。
8. ↑  “The Filing Cabinet : Disk Defragmenter FAQ”.   Windows Core File Services team blog (2006年7月10日). 2007年2月24日時点のオリジナルよりアーカイブ。2023年2月10日閲覧。
9. ↑  “Windows Server 2012 以降でのデフラグ処理とスラブ統合の動作について”. Ask CORE.   Microsoft. 2018年8月27日閲覧。
10. ↑  Blog, Windows Insider (2020年12月3日). “Announcing Windows 10 Insider Preview Build 20270” (英語). Windows Insider Blog. 2023年2月12日閲覧。